# Nathy Peluso
Pour les articles homonymes, voir Peluso.
Nathy Peluso, née Natalia Peluso le 12 janvier 1995 à Luján, est une rappeuse et chanteuse argentino-espagnole. Elle s'exprime aussi dans d'autres genres musicaux comme la pop latino, la salsa, le jazz ou le R&B, elle est considérée comme une figure importante de l'avant-garde musicale argentine.

## Biographie
Née Natalia Peluso le 12 janvier 1995 à Luján, dans la province de Buenos Aires en Argentine. Elle est la première fille du mariage de Hernán Peluso, psychologue, et de sa mère, professeur d'anglais. Elle a une sœur nommée Sofía Peluso, une rappeuse connue sous son nom de scène Sofía Gabanna, née en 2000,.
Elle est d'origine italienne.
En 2004, en raison de la crise économique argentine. Sa famille décide d'émigrer en Espagne. Elle a d'abord vécu à Alicante et a ensuite déménagé à Murcie , où elle a commencé à étudier la communication audiovisuelle , qu'elle quittera bientôt. Plus tard, elle a décidé de déménager à Madrid et d'étudier le théâtre à l'Université Roi Juan Carlos, pour se spécialiser dans les arts visuels et la pédagogie de la danse, une carrière qu'elle a abandonnée au cours de sa deuxième année universitaire. Arrivé à Madrid, elle travaille dans l'hôtellerie mais aussi dans des chaînes de production,.

## Carrière musicale

### Début musicaux
À l'âge de seize ans, elle se produit dans des hôtels et restaurants de Torrevieja, interprétant surtout des classiques de Frank Sinatra, Etta James ou Nina Simone. Adolescente, elle publie ses premières vidéos de reprises musicales sur sa chaîne YouTube. Plus tard, alors qu'elle est étudiante, elle produit ses premières bases électroniques avec des amis et enregistre des vidéos qui commencent à la faire connaître. Un début de succès qui la pousse à abandonner ses études de théâtre lors de sa deuxième année de licence.
Elle puise son inspiration dans la musique afro-américaine, c'est-à-dire le blues, le jazz, la funk ou la soul, mais aussi dans des styles plus traditionnels, comme les rythmes africains ou un simple "bomboclap". Dans ses chansons, Nathy Peluso utilise souvent un vocabulaire et des accents cubains, colombiens ou dominicains, avec lesquels elle s'est familiarisée lors de ses études de théâtre, avec des professeurs et étudiants originaires de ces pays.

### 2017-2019:EsmeraldaetLa sandunguera
En 2017, elle édite sa première compilation Esmeralda  et compose la chanson « Corashe ». Après la sortie de La Sandunguera (2018), un EP composé de six chansons, est produit dans des festivals tels que Bilbao BBK Live 2018, Sonorama 2018 , Sónar 2018  ou FIB 2018  complétant une tournée de plus de 100 concerts en Europe, en Espagne et en Amérique latine. Dans plusieurs de ces performances, elle est accompagnée de son groupe Big Menu.

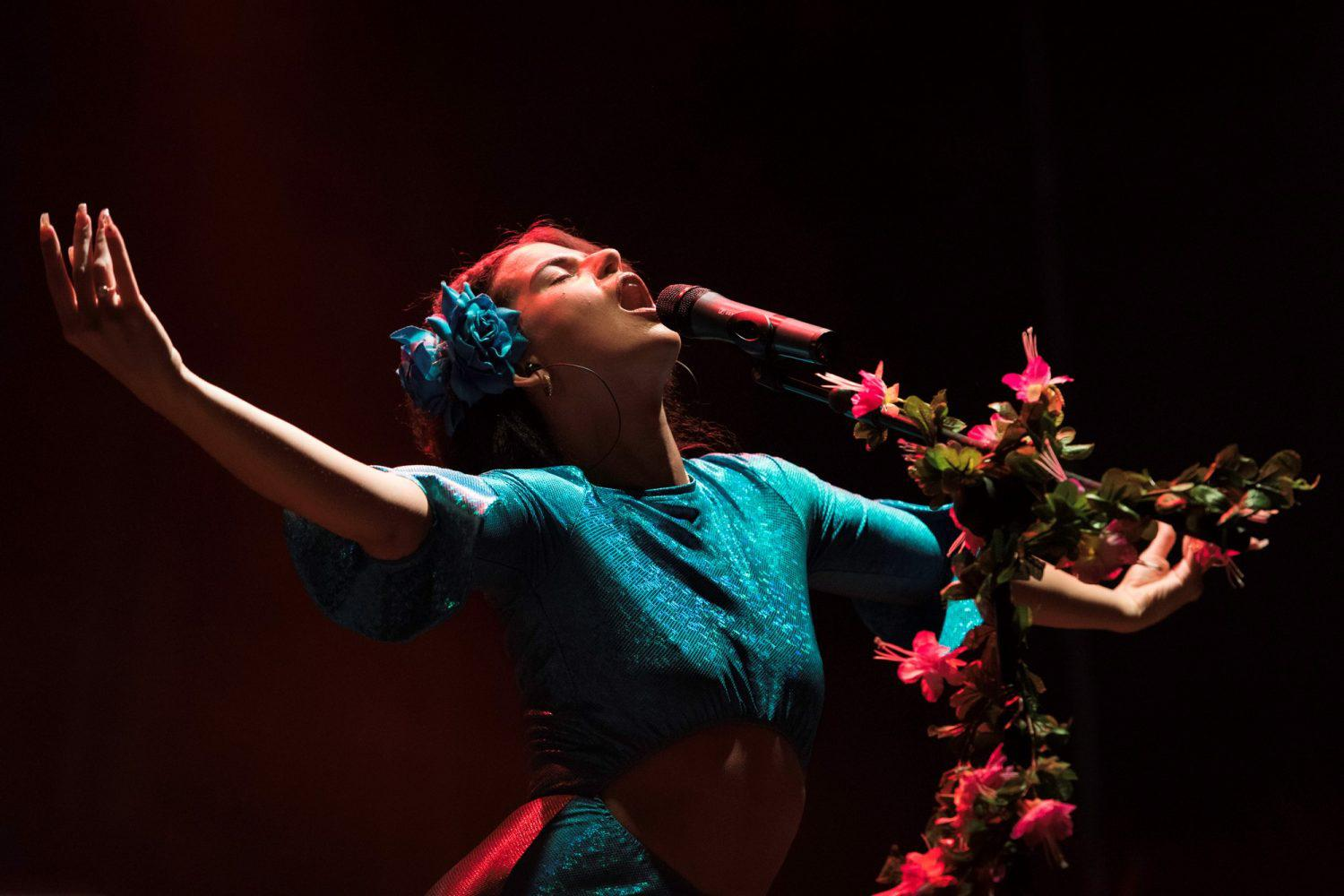
Nathy Peluso en concert à Madrid.

En 2019, elle a été nommée aux Independent Music Awards (MIN) pour la chanson de l'année et le meilleur clip vidéo pour "La sandunguera".
Le 30 avril 2019, elle annonce le lancement de son premier livre Let me fight you, une compilation de ses réflexions, projets et récits. En même temps elle sort "Natikillah". Cette même année, elle se produit dans des festivals tels que Primavera Sound et reçoit le prix Discovery Artist à la Latin Alternative Music Conference (LAMC) à New York. En décembre de la même année, elle signe avec la filiale espagnole de Sony Music et sort le single « Copa Glasé », un hommage aux chants de Noël de Nina Simone ou aux Big Bands de jazz.

### 2020-présent:Calambre
En 2020, elle a sorti le premier single anticipé de son prochain album, "Business Woman". Il est suivi d'une collaboration avec Rels B, « No se perdona », et du single, « Buenos Aires », qui dépeint le mirage vécu lors du confinement de l'année 2020. Ce deuxième single a été enregistré à La Diosa Salvaje, le studio de la légende argentine Luis Alberto Spinetta , et produit par Rafa Arcaute, lauréat de plusieurs Latin Grammy Awards. En juillet, elle obtient sa première nomination aux Gardel Awards , dans la catégorie meilleur nouvel artiste. Elle a également remporté deux nominations aux Latin Grammy. Celle du meilleur nouvel artiste et de la meilleure chanson alternative pour "Buenos Aires". En septembre, elle présente une nouvelle chanson, « Sana sana », avec une vidéo sur YouTube, qui intégrera son premier album studio. En octobre, elle sort son premier album Calambre. L'album comprend une fusion variée de sons hip hop, trap, R&b, reggaeton, salsa et tango,.
En novembre 2020, elle est apparue à la cérémonie de remise des prix des Latin Grammys en interprétant la chanson " Buenos Aires " accompagnée de l'auteur-compositeur-interprète argentin Fito Páez. Le 27 du même mois, il rejoint le producteur de musique argentin Bizarrap dans ses Music Sessions. La chanson a réussi à faire ses débuts sur le Billboard 's Argentina Hot 100 à la 90e place, faisant la première entrée du chanteur dans la liste officielle. Moins d'un mois après sa sortie, le morceau a culminé à la 74e place du classement mondial de Spotify et a reçu une certification or en Espagne. Il a ensuite été certifié triple platine pour 120 000 exemplaires vendus dans le pays.

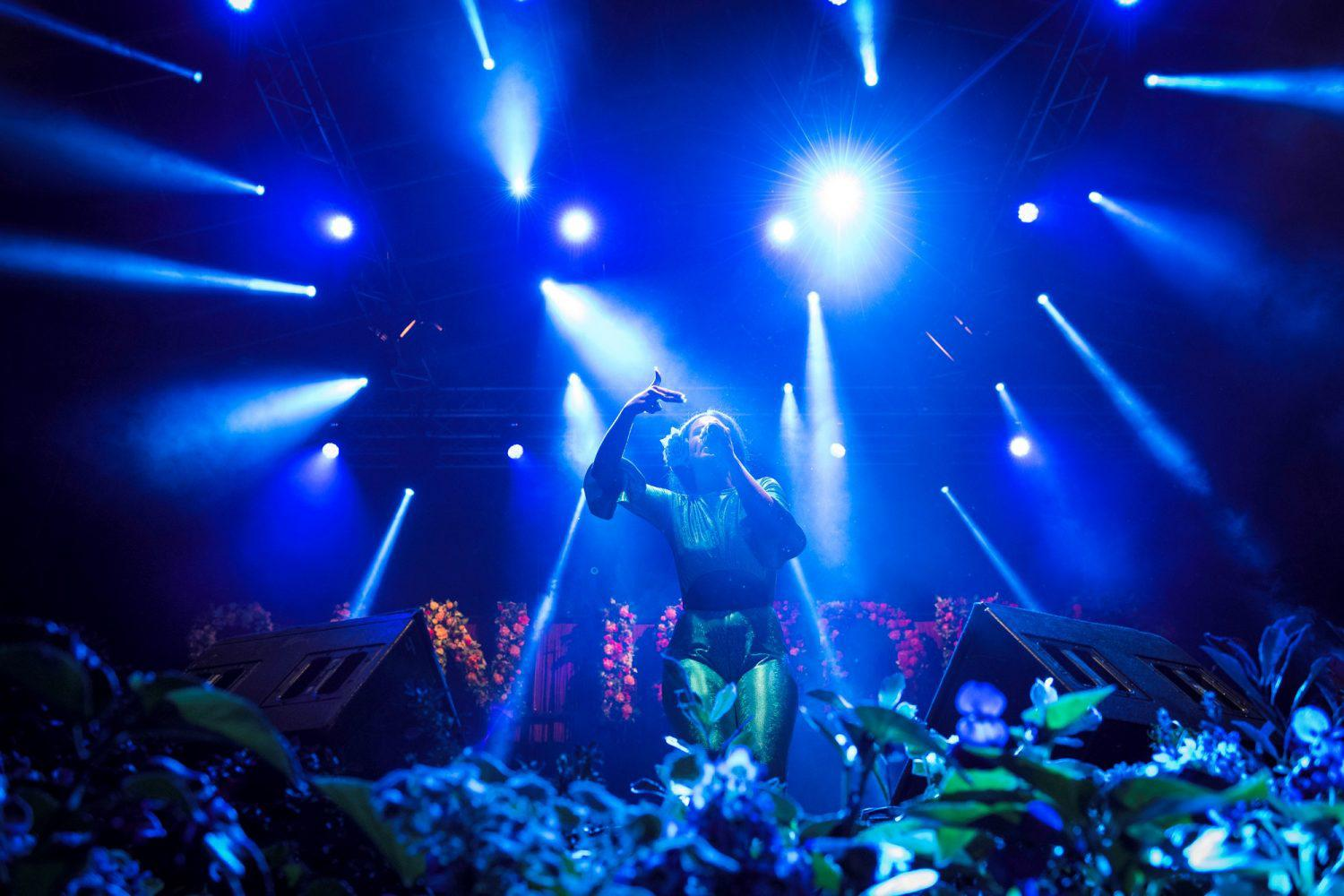
En concert en 2018 en Espagne.

En janvier 2021, Peluso a reçu une nomination aux Premios Lo Nuestro pour l'artiste féminine.Le même mois, la chanteuse publie un nouveau single, « Delito », accompagné d'une vidéo où elle montre de près l'histoire d'une relation ivre, traversée par le désir et la passion. En février, elle a reçu deux nominations pour le meilleur album urbain pour Calambre et le meilleur nouvel artiste urbain aux prix Odeón. Elle a participé à l' événement Samsung pour la présentation d'un nouveau produit, aux côtés de Bizarrap, chargé de musicaliser l'événement, dirigé par Santiago du Moro. Ce même mois, après le succès de sa première présentation à COLORS, elle interprète "Puro poison", une chanson qui fait partie de son dernier album. En mars, elle est également apparu à la cérémonie des Goya Awards en interprétant " La Violetera ", une chanson populairement connue de Sara Montiel, accompagné par l'Orchestre symphonique de Malaga en hommage à la bande originale du film de Luis César Amadori.
En avril, Peluso a participé au festival virtuel South by Southwest 2021 , qui se déroule chaque année dans la ville d'Austin (Texas) ; où elle a interprété "Delito" et "Buenos Aires". Ce même mois, elle participe, à l'initiative de l'association "La Carbonería Siglo XXI" d'Espagne promue par les principales maisons de disques du même pays en faveur du secteur musical, à la nouvelle version de "Himno a la alegría », chanson originale de Ludwig van Beethoven et Waldo de los Ríos , avec Aitana, Lali Espósito, David Bisbal, Pablo Alborán et Andrés Calamaro, entre autres chanteurs, et le guitariste Brian May , ancien membre de Queen. La vidéo a également présenté la participation de diverses personnalités sportives telles que Lionel Messi, Rafael Nadal, Marc Márquez et Diego Simeone, entre autres,. Ce même mois, la chanteuse annonce le début d'une tournée pour son premier album studio, le Calambre Tour. Le mois suivant, Peluso a reçu neuf nominations aux Prix Carlos Gardel, étant l'artiste le plus nommé de l'édition.
En juin, elle a reçu une double certification de platine en Espagne pour le single "Delito", après avoir donné l'un de ses spectacles prévus dans le pays. En juillet, elle a sorti un nouveau single intitulé "Mafiosa". Lors de la 23e édition annuelle des Premios Gardel, elle a remporté quatre prix dans les catégories Meilleur album pop alternatif et Meilleur nouvel artiste pour Calambre, Meilleur album/chanson de musique urbaine/trap pour "Nathy Peluso : Bzrp Music Sessions, Vol. 36" avec Bizarrap, et enregistrement de l'année pour «Buenos Aires». En août, elle a joué dans un mini-documentaire Spotify, où elle partage avec sa famille des souvenirs de son enfance, les coulisses de ses spectacles, et raconte son penchant pour la fusion des différents sons et genres dans sa musique. Le mois suivant, il publie la version acoustique de «Mafiosa» accompagnée d'une version de « La farewell », une chanson de Daddy Yankee , avec un mélange de hip-hop et de pop ; dans le cadre de leurs enregistrements inauguraux pour  Spotify Singles, le programme qui donne aux artistes la possibilité d'enregistrer de nouvelles versions de leurs propres chansons et des chansons de collègues. Elle a également reçu une nomination aux Quiero Awards.
En 2021, elle reçoit le Latin Grammy Awards du meilleur album de musique alternative pour Calambre.

## Discographie

### Mixtape
- 2017 : Esmeralda (Guayaba Records)

### EP
- 2018 : La Sandungera (Everlasting Records)[44]

### Albums
- 2020 : Calambre (Sony Music)

### Participations
- 2020 : Rels B, Nathy Peluso - No Se Perdona
- 2020 : Nathy Peluso : Bzrp Music Sessions, Vol. 36
- 2021 : C. Tangana, Nathy Peluso - Ateo
- 2021 : Christina Aguilera, Becky G, Nicki Nicole ft. Nathy Peluso – Pa Mis Muchachas